# Carter Jenkins
Carter Mark Jenkins (* 4. září 1991, Tampa, Florida, Spojené státy americké) je americký herec. Zahrál si ve filmech Příšerky z podkroví (2009), Na sv. Valentýna (2010), Zasažen bleskem (2012) a seriálu Vzhůru ke hvězdám (2017–2018).

## Životopis
Narodil se v Tampě na Floridě Mary a Ericovi Jenkinsonovým. Byl vychováván v Carrollwoodu na Floridě, kde navštěvoval Independent Day School. Jeho rodina se později přestěhovala do Sherman Oaks v Los Angeles. Má staršího bratra Rennekera Jenkise, který také pracuje jako herec a starší sestru Tiffany.

## Kariéra
Jenkins začal pracovat v komunitním divadle, poté se začal objevovat v místních a národních reklamách. Zahrál si hlavní role v seriálech Vetřelci z hlubin (2005–2006) a Viva Laughlin (2007) a hostující role v seriálech Kriminálka Miami, Dr. House, Kriminálka New York, Beze stopy, The Bernie Mac Show nebo Neslavná. Zahrál si v televizním filmu Life is Ruff.
V roce 2009 se objevil ve filmu Příšerky z podkroví, ve kterém hrál hlavní roli Toma Pearsona. V roce 2010 si zahrál v romantické komedii Na sv. Valentýna, ve kterém hrál Alexe Franklina, přítele postavy Emmy Robertsová. V roce 2012 získal vedlejší roli ve filmu Zasažen bleskem, ve kterém hrál a sám k němu napsal scénář Chris Colfer.

## Filmografie

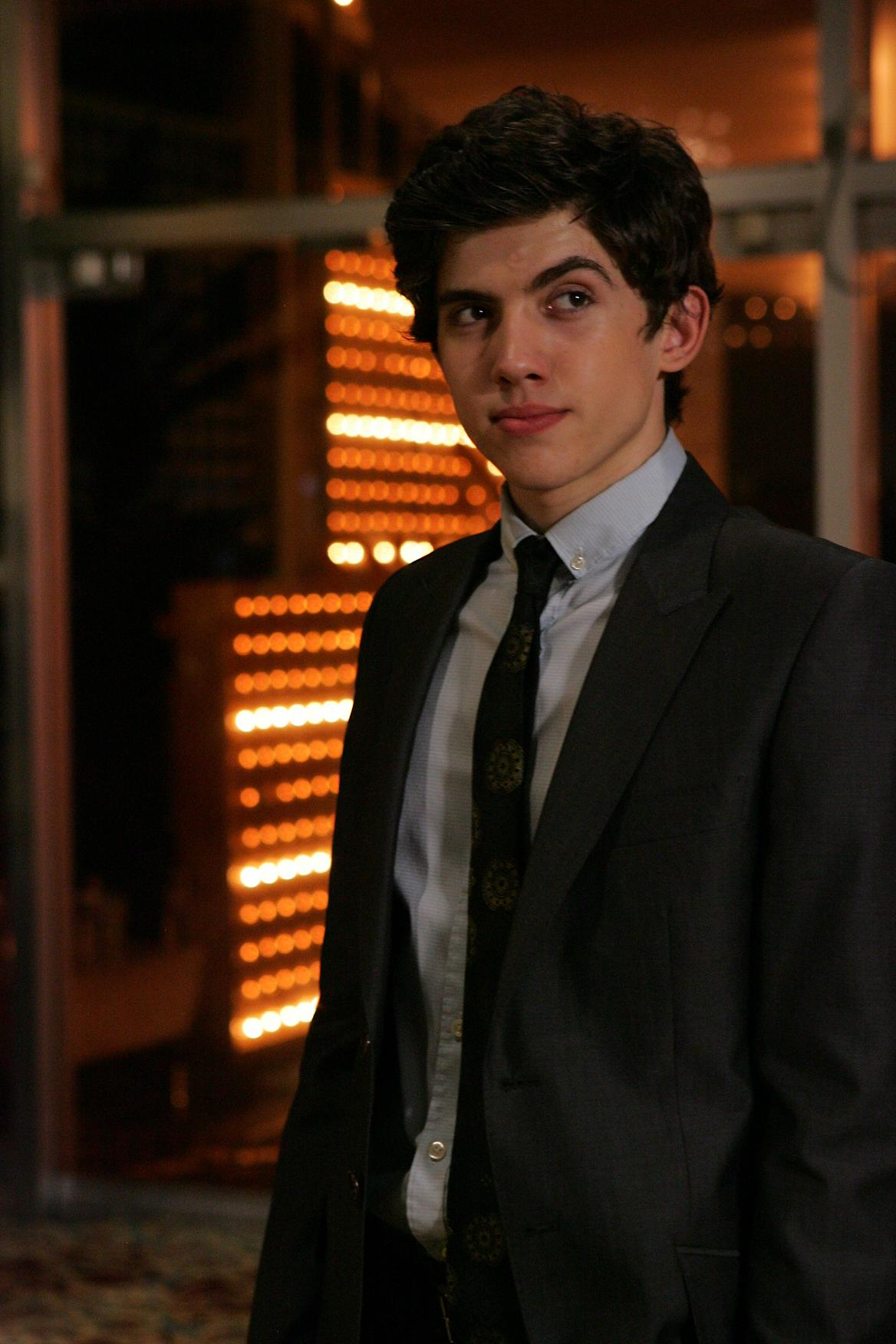
Jenkins v roce 2008

### Film
| Rok  | Název                       | Role              | Poznámky            |
| ---- | --------------------------- | ----------------- | ------------------- |
| 2005 | Špatné zprávy pro Medvědy   | Joey Bullock      |                     |
| 2006 | Držte krok se Steinovými    | Zachary Stein     |                     |
| 2006 | Think Tank                  | Mladý Dex         |                     |
| 2009 | Příšerky z podkroví         | Tom Pearson       |                     |
| 2010 | Na sv. Valentýna            | Alex Franklin     |                     |
| 2010 | Arcadia Lost                | Sye               |                     |
| 2012 | The Nevsky Prospect         | David             |                     |
| 2012 | Zasažen bleskem             | Nicholas Forbes   |                     |
| 2012 | Life Life in in Space Space | inspektor Shnotzy | krátkometrážní film |
| 2014 | Drink                       | mladý Gray        | krátkometrážní film |
| 2014 | Heavy Water                 | River             |                     |
| 2015 | Nightlight                  | Chris             |                     |
| 2015 | Circle                      | Kluk z vysoké     |                     |
| 2015 | A Light Beneath Their Feet  | Jeremy            |                     |
| 2016 | Summer of 8                 | Jesse             |                     |
| 2020 | Kappa Kappa Die             | Stewart           |                     |
| 2021 | After: Tajemství            | Robert            |                     |
| 2022 | After: Pouto                | Robert            |                     |

### Televize
| Rok       | Název                   | Role                | Poznámky                        |
| --------- | ----------------------- | ------------------- | ------------------------------- |
| 2003      | Beze stopy              | Kyle                | díl: „Fallout: Part 1“          |
| 2003      | Jimmy Kimmel Live!      | Dítě                | Díl 1.134                       |
| 2003      | Run of the House        | mladý Kurt Franklin | díl: „Just Like Mom“            |
| 2003–04   | The Bernie Mac Show     | Michael             | 2 díly                          |
| 2004      | Joint Custody           | Nate                | neprodaný pilot                 |
| 2004      | Scrubs: Doktůrci        | mladý Todd Quinlan  | díl: „My Tormented Mentor“      |
| 2004      | Oliver Beene            | Kluk                | díl: „Babysitting“              |
| 2004      | Everwood                | David Beck          | díl: „Staking Claim“            |
| 2004–05   | Neslavná                | Eli Pataki          | 9 dílů                          |
| 2005      | Vetřelci z hlubin       | Miles Barnett       | 12 dílů                         |
| 2005      | Kriminálka New York     | Will Galanis        | díl: „Tri-Borough“              |
| 2005      | Ztraceni                | Young Tom Brennan   | díl: „Born to Run“              |
| 2005      | Life is Ruff            | Preston Price       | televizní film                  |
| 2006      | 4400                    | Todd Barstow        | díl: „Graduation Day“           |
| 2006      | Dr. House               | Mark McNeil         | díl: „Meaning“                  |
| 2006      | Kriminálka Miami        | Raymond Caine Jr.   | díl: „Rio“                      |
| 2007      | Viva Laughlin           | Jack Holden         | 6 dílů                          |
| 2009–10   | Anatomie lži            | Rick Massey         | 2 díly                          |
| 2014      | Chosen                  | Reid                | díl: „Downward Spiral“          |
| 2014      | Stoupenci zla           | Preston Tanner      | 4 díly                          |
| 2015      | Šílenci z Manhattanu    | Andy                | díl: „The Milk and Honey Route“ |
| 2015      | Tales from the Darkside | Carter              | neprodaný pilot                 |
| 2015      | Any Tom, Dick, or Harry | JJ Hale             | televizní film, také scenárista |
| 2016      | Aquarius                | William Garretson   | 2 díly                          |
| 2016      | Sweet/Vicious           | Will Powell         | 2 díly                          |
| 2017–2018 | Vzhůru ke hvězdám       | Rainer Devon        | hlavní role, 20 dílů            |
| 2020      | Doom Patrol             | Johnny Bills        | díl: „Wax Patrol“               |
| 2021      | Women of the Movement   | Roy Bryant          | hlavní role, minisérie          |